# Скорно-при-Шоштаню
Скорно-при-Шоштаню (словен. Skorno pri Šoštanju) — поселення в общині Шоштань, Савинський регіон, Словенія. Висота над рівнем моря: 508,6 м.